# San Pedro Sula
San Pedro Sula är en stad i Honduras. Den var huvudstad i många år under 1800-talet, innan man 1880 slutligen bestämde sig för Tegucigalpa. Den är näst folkrikaste stad, och räknas allmänt som Honduras viktigaste industristad.

## Världens farligaste städer
I CCSP-JP:s (El Consejo Ciudadano para la Seguridad Publica y la Justicia Penal / ”Medborgarrådet för allmänhetens säkerhet och rättvisa”) årliga undersökning över världens farligaste städer kom San Pedro Sula på första plats när listan för 2014 redovisades den 24 januari 2015.

### Fotnoter
1. ↑  ”Honduras: largest cities and towns and statistics of their population”. World Gazeteer. Arkiverad från originalet den 17 juni 2013. https://web.archive.org/web/20130617111325/http://world-gazetteer.com/wg.php?x=&men=gcis&lng=en&des=wg&geo=-97&srt=npan&col=abcdefghinoq&msz=1500&pt=c&va=&srt=pnan. Läst 22 maj 2010.
2. ↑  ”Honduras: metropolitan areas”. World Gazeteer. Arkiverad från originalet den 2 mars 2012. https://web.archive.org/web/20120302150715/http://world-gazetteer.com/wg.php?x=1&men=gcis&lng=en&des=gamelan&geo=-97&col=abcdefghinoq&msz=1500&pt=a&va=&srt=pnao. Läst 24 februari 2010.
3. ↑  San Pedro Sula becomes popular convention destination Arkiverad 23 augusti 2001 hämtat från the Wayback Machine.
4. ↑  Näslund, Leif. ”Här är världens farligaste städer”. Sveriges Television. http://www.svt.se/nyheter/utrikes/har-ar-varldens-farligaste-stader. Läst 24 januari 2015.